# Expilación
Se daba el nombre de expilación antiguamente, a imitación del Derecho romano, a la substracción u ocultación maliciosa de una herencia yacente, es decir, que no ha sido todavía aceptada por los herederos instituidos, señalando con esta sutileza una figura de delito distinta del hurto.